# ماري سينثيا ديكرسون
ماري سينثيا ديكرسون (بالإنجليزية: Mary Cynthia Dickerson)‏ هي أمينة متحف أمريكية، ولدت في 7 مارس 1866 في هاستينغز في الولايات المتحدة، وتوفيت في 23 أبريل 1923 في نيويورك في الولايات المتحدة.
لمدة عشر سنوات شغلت منصب محررة مجلة المتحف الأمريكي، والتي تغير اسمها إلى مجلة التاريخ الطبيعي أثناء إدارتها. نشرت كتابَين هما: العث والفراش (1901) وكتاب الضفدع (1906) بالإضافة إلى عدد من المقالات العلمية المشهورة.
قامت بوصف أكثر من 20 جنسًا من الزواحف ويتم ذكر اسمها بشرف في الأسماء العلمية لأربعة زواحف.

## نشأتها ومهنتها
ولدت ماري سينثيا ديكرسون في هيستينغز، ميشيغان يوم 7 مارس عام 1866 لويلبر وميليسا ديكرسون. خلال شبابها، اعتنت بإخوتها الثلاثة الأصغر منها. كتبت عنها مود سلاي في مذكراتها: «دخلت الجامعة في وقت لم يكن من السهل على فتاة أن تقوم بذلك». ذهبت إلى جامعة ميشيغان من 1886 إلى 1887 ومن 1889 حتى 1891، وبعد ذلك أعطت دروسًا في علم الأحياء في المدارس الثانوية في ميشيغان وإيلينويس بين عامي 1891 و1895.
ذهبت بعد ذلك إلى جامعة شيكاغو لتحصل على شهادة بكالوريوس في العلوم سنة 1897. بين عامي 1897 و1905 كانت رئيسة قسم علم الحيوان والنبات في مدرسة رود آيلاند، حيث قامت بأخذ الطلاب بنزهات في الطبيعة في مدينة بروفيدنس وجمعت الملاحظات لكتابَيها العث والفراش (1901) وكتاب الضفدع (1906). لاقى كتاب العث والفراش، الذي أرفقته ديكرسون بالصور التوضيحية، استحسانًا كبيرًا. قال عنه ناقد في مجلة عالم الطبيعة الأمريكي (The American Naturalist): «هذا كتاب ممتاز حقًا، في كلّ من مفهومه وتنفيذه.»
تحدث عنه مقال ناقد في مجلة التعليم بقوله: «يجب على هذا العمل، على أساس جدارته ببساطة، أن يُوضَع في الرتبة الأولى للدراسات الطبيعية، وصحيح أن مادته التوصيفية خالية من الهوس بالتفاصيل والرسمية، ولكن الرسوم التوضيحية تجعل الدراسة بليغة إلى حد ما».
وتقول عنه مراجعة مختلطة في المجلة الأمريكية لعلم النفس: «يرتكب المدرس خطأ فادحًا في التضحية بعدد المواضيع ومجالاتها في سبيل دقة وشمولية طرقه. ولكن ديكرسون، ولحسن الحظ، لا تعتنق هذا المبدأ، ما أدى إلى الاستهانة بكثير من الكتب، إلى الحد الذي لا تستطيع فيه منافسة قيمة كتابها العظيمة حقًا.»
كتاب الضفدع، الذي نُشِر عام 1906، بحث في ضفادع وعلاجيم أمريكا الشمالية. وقالت مراجعة عنه في صحيفة ذا إندبندنت: «لعدة سنوات، طالب المعلمون ودارسو الطبيعة الهواة بكتاب مرجعيّ حول البرمائيات الشائعة. والآن تم تلبية الحاجة لوجود كتاب مشهور عن الضفادع».
تحدث مقال عنه في مجلة ساينس: «لا تُوصَف عادات الضفادع الشائعة بشكل جيد وحسب، بل وبيوضها وشراغيفها موجودة أيضًا، وهذا ما لم يتم فعله من قبل».
وتقول مراجعة مختلطة لمجلة مراجعات دراسات الطبيعة: «العمل مثير للاهتمام كثيرًا، إنه دقيق بحق وقابل جدًا للاستخدام»، ولكنهم يدلون بملاحظة بقولهم: «من وجهة نظر عالم فإن دورات الحياة مخيبة للآمال. إذ يبدو أن السنوات العشر التي تقول المؤلفة أنها قضتها في الدراسات وأخذ الملاحظات؛ كان عليها أن تخرج ببيانات أكثر دقة فيما يخص النقاط الأساسية كمواسم التزواج، وعدد البيوض الموضوعة، والكميات، وأنواع الطعام، وإلخ.»
بين عامي 1907 و1908 عملت كمدرّسة في جامعة ستانفورد، حيث شاركت في تأليف ثلاث أوراق بحثية مع عالم الأسماك ديفيد ستار جوردان، من ضمنها وصف نوع جديد من سمك هالفبيك. بدأت بالعمل في المتحف الأمريكي للتاريخ الطبيعي في نوفمبر عام 1908، وقضت بقية حياتها المهنية في تلك المؤسسة.

## المتحف الأمريكي للتاريخ الطبيعي
في المتحف الأمريكي، تم تعيين ديكرسون في البداية مساعدة في قسم الغابات والحرائج، وكانت واحدة من منشوراتها الأولى دليلًا في قاعة الغابات في المتحف. وعُيّنَت أمينة المتحف في عام 1911. في يوليو 1909، تأسس رسميًا قسم علم الأسماك والزواحف في المتحف، بوجود ديكرسون كعالمة الزواحف الوحيدة إلى جانب علماء الأسماك باشفورد دين، جون تريدويل نيكولاس، ولويس هوساكوف. في نوفمبر 1909، أصبحت ديكرسون مساعدة المحرر في مجلة المتحف الأمريكي ثم المحررة في السنة اللاحقة، شاغلةً هذا المنصب حتى عام 1920.
دعمت ديكرسون نمو مجموعات الزواحف، وكانت معروفة بنماذجها الخاصة أو «مجموعاتها» الواقعية للبرمائيات والزواحف.
في فبراير من عام 1920، فُصِل قسما علم الزواحف وعلم الأسماك وأُنشئ بشكل رسمي قسم جديد لعلم الزواحف، مع ديكرسون التي شغلت منصب أول قيّمة على هذا القسم.
كانت عضوًا في الأكاديمية الأمريكية للفنون والعلوم، وجمعية الغابات الأمريكية، والاتحاد الأمريكي لعلماء الطيور، وأكاديمية نيويورك للعلوم.
اعتبرت ديكرسون العمل في العرض مساويًا في الأهمية للأبحاث وطورت مفهوم «المجموعات البيئية» للزواحف من خلال توظيف عدد متنوع من تقنيات التحضير والإعداد، أبرزها التمثيل بالشمع لخلق نماذج واقعية ومعرض أكثر تكاملًا.
وصفت ديكرسون أكثر من 20 نوعًا جديدًا من الزواحف، من ضمنها تشوكوالا سان إستيبان والأمفيسبانيا الكوبية حادة الأنف.
ذُكِر اسمها فخريًا في أربعة أنواع من الزواحف أو النويعات (تحت الأنواع): سنيماسبس ديكرسونا، أسبيدوسكيلس تيغريس ديكرسونا، هرلبروكيا ماكولاتا ديكرسونا، كروتافيتس ديكرسونا.
كان الجزء الثالث من برنامج ديكرسون التطويري يتضمن محاولتها بناء مكتبة ومركز لأبحاث علم الزواحف. ولكنها لم تملك الوقت الكافي لإجراء جميع الأبحاث بنفسها، لذلك سعت إلى إيجاد باحثين شبان يمكنهم أن يجروا بشكل مستقل كلًا من العمل الميداني والأبحاث المعتمدة على التجميع. فأرسلت إيميت ريد دن في رحلته التجميعية الأولى ومع عامي 1916-1917، جذبت ديكرسون ثلاثة علماء زواحف بارزين إلى المتحف الأمريكي هم: كارل باترسون شميدت، غلادوين كينغسلي نوبل، شارلز لويس كامب. وتحت إشرافها، ارتفع عدد مجموعات الزواحف إلى نحو 50,000 نموذج.
يقول شارلز و. مايرز، الأمين الفخري، المتحف الأمريكي للتاريخ الطبيعي: «بحلول عام 1920، كانت ديكرسون قد حققت إنجازًا بارزًا. فرغم المسؤوليات الكبيرة الأخرى، أنشأت قسمًا فعالًا من العدم، وركزت على زيادة التجميعات والمرافق الكتابية بغرض دعم كلّ من وظيفتي العرض والبحث في علم الزواحف».

## سنواتها الأخيرة ووفاتها
مع عام 1919 تقريبًا، بدأت ديكرسون تظهر علامات اضطرابات عقلية، بسبب الضغط الذي تتعرض له نتيجة تحملها مسؤوليتي التحرير والوصاية على المتحف. أصبح سلوكها غريبًا، وكانت تسمع هلوسات من فيلهالمور سيتفانسون المسكتشف للقطب الشمالي وأحد المعاونين في المتحف، وكتبت له عدة رسائل يدل مضمونها على وجود اضطراب عقلي. بعد ذلك، ضُغِط عليها لتأخذ إجازة لكنها رفضتها، وفي نوفمبر عام 1920، أُقِيلَت من المتحف بعد خضوعها لتقييم طبي ووُضِعت في رعاية أخيها. عادت للظهور في المتحف يوم 10 ديسمبر وهي تتصرف بشكل غريب، وأُخِذَت إلى المستشفى للمراقبة.
في 24 ديسمبر تمت إحالتها إلى مؤسسة للأمراض النفسية في جزيرة واردز، حيث قضت بقية حياتها، وماتت بعد ثلاث سنوات من ذلك بعمر 57 يوم 8 أبريل، عام 1923.              
ورث غلادوين نوبل فلسفة ديكرسون في إدارة القسم، واستمر في منهجها المؤكِد على ضرورة العرض وبناء المجموعات والملفات المكتبية، ورغم توسّع أبحاثه بشكل جذري، إلا أن نوبل لم يفقد الاهتمام في العمل الميداني والتشريح والأنظمة المعتمدة على التجميع.